# Magistralni put 44
Dieser Artikel wurde aufgrund von inhaltlichen Mängeln auf der Qualitätssicherungsseite des WikiProjekts Straßen eingetragen. Dies geschieht, um die Qualität der Artikel aus dem Themengebiet Straßen auf ein akzeptables Niveau zu bringen. Bitte hilf mit, die inhaltlichen Mängel dieses Artikels zu beseitigen, und beteilige dich bitte an der Diskussion!

Begründung: Ausbau; aus der allg. QS übernommen. --Daniel749 Disk. (ST–WPST) 23:04, 3. Feb. 2014 (CET)
Die serbische Magistralni put 44 war zwischen den 1980er Jahren und Mai 2019 eine 74 Kilometer lange, in nordsüdlicher Richtung verlaufende Schnellstraße zwischen dem Ende der Autoput A1 bei Mala Kopašnica und dem Wiederbeginn der A1 bei Levosoje.

## Geschichte
Als in den 1970er Jahren der Autoput Bratstvo i jedinstvo im südlichen Verlauf zur Autobahn ausgebaut werden sollte, wurde die Streckenführung durch die Grdelička Klisura (deutsch: Grdelicker Schlucht) festlegt. Dieses Engtal der Südlichen Morava zwischen dem Kukavica-Gebirge im Westen und dem Krajiste-Gebirge im Osten ist die kürzeste Verbindung für Griechenland-Urlaubende samt Anbindung der damaligen Industriestadt Leskovac sowie der Durchfahrt durch die Teilrepublik Mazedonien. Aufgrund der hohen Kosten, welche mit dem Bau einer Autobahn verbunden waren, wurde entschieden, ab Leskovac südwärts eine Autostraße statt einer Autobahn zu bauen.
Die bis Mitte der 1980er Jahre errichtete einbahnige, in langen Abschnitten planfreie Schnellstraße diente somit als Verbindungsstraße der nicht vollendeten Autoput A1 und wurde eine der meistbefahrenen Straßen in Südosteuropa. Mit einem jährlichen Verkehrsaufkommen von über eine Million Lastkraftwagen und sechs Millionen Reisenden Mitte der 2000er Jahre wurde es nötig, diese Strecke ebenfalls zu einer Autobahn auszubauen. So wurde Ende 2006 zusammen mit der griechischen Regierung eine Vereinbarung getroffen, um parallel zur Magistralni put 44 verlaufend die Lücke in der Autoput A1 zu schließen.

## Nummerierung
Die Straße war als Magistralni put 44 in Stufe Ib eingestuft und wurde im Mai 2019 dann zur Magistralni put 258 umgezeichnet und in Stufe IIa abgestuft. Sie verläuft heute von der Anschlussstelle Leskovac Zentrum der A1 über Vladičin Han, Vranje und Bujanovac bis zur Staatsgrenze zu Nordmazedonien.